# Бальгах
Бальгах (нім. Balgach) — громада  в Швейцарії в кантоні Санкт-Галлен, виборчий округ Райнталь.

## Географія
Громада розташована на відстані близько 175 км на схід від Берна, 18 км на схід від Санкт-Галлена.
Бальгах має площу 6,5 км², з яких на 24,3% дозволяється будівництво (житлове та будівництво доріг), 54,2% використовуються в сільськогосподарських цілях, 20,6% зайнято лісами, 0,9% не є продуктивними (річки, льодовики або гори).

## Демографія
2019 року в громаді мешкало 4891 особа (+11% порівняно з 2010 роком), іноземців було 24,1%. Густота населення становила 750 осіб/км².
За віковим діапазоном населення розподілялося таким чином: 19,5% — особи молодші 20 років, 64,3% — особи у віці 20—64 років, 16,2% — особи у віці 65 років та старші. Було 2115 помешкань (у середньому 2,3 особи в помешканні).
Із загальної кількості 4127 працюючих 86 було зайнятих в первинному секторі, 2617 — в обробній промисловості, 1424 — в галузі послуг.